# لنگینهفال
لنگینهفال (به انگلیسی: Llangynhafal) یک منطقهٔ مسکونی در بریتانیا است که در دنبیشر واقع شده‌است. لنگینهفال ۶۳۴ نفر جمعیت دارد.